# Экономика Антигуа и Барбуды
Антигуа и Барбуда — развивающееся государство, специализирующееся на международных услугах. Одна из наиболее благополучных стран Карибского бассейна. Основой её экономики является туризм, также сильно развит игорный бизнес. Сельское хозяйство работает, в основном, на внутренний рынок. Выращиваются сахарный тростник, овощи, хлопок. Развито рыболовство.

## Сельское хозяйство
В сельском хозяйстве занято 7 % трудоспособного населения, оно даёт 3,8 % ВВП. Государство является самым крупным землевладельцем, которому принадлежит около 3/4 земельного фонда страны. С начала 1990-х годов сельскохозяйственное производство практически не росло, по причине своей слабости оно не может в полной мере удовлетворить ни внутренние потребности населения, ни потребности туристической сферы, поэтому подавляющая доля продовольствия импортируется. Сельское хозяйство специализируется на выращивании овощей, хлопководстве, скотоводстве, на экспорт поставляются хлопок и фрукты. В прибрежных водах производится лов рыбы (для местного потребления) и омаров (на экспорт).

## Промышленность
В промышленности занято 11 % трудоспособного населения, она даёт 22 % ВВП. Промышленность представлена предприятиями лёгкой, нефтеперерабатывающей и пищевой промышленности. В промышленной сфере государством проводится политика стимулирования создания новых производств путём освобождения от уплаты налогов сроком на 15 лет предприятий, поставляющих продукцию на экспорт. С 2000 г. функционирует торгово-производственная зона с особой налоговой и таможенно-тарифной политикой. Здесь производится продукция легкой и химической промышленности (мебель, одежда, красители, гальванизированные пластины). Большое значение имеют пищевая (в особенности производство рома), нефтеперерабатывающая и добывающая (песок) отрасли промышленности.

## Транспорт
Аэропорты
- всего — 3, в том числе:
  - с твёрдым покрытием — 2
  - без твёрдого покрытия — 1

Автомобильные дороги
- всего — 1165 км, в том числе:
  - с твёрдым покрытием — 384 км
  - без твёрдого покрытия — 781 км

Водный транспорт
- всего — 1059 судов (более 1000 грт) водоизмещением 8,158,597 грт/ 10,757,767 дедвейт

## Торговля
- Экспорт: $46,81 млн
- Статьи экспорта: нефтепродукты 48 %, текстильные изделия 23 %, машины и транспортное оборудование 17 %
- Партнёры по экспорту: Испания 34 %, Германия 20,7 %, Италия 7,7 %, Сингапур 5,8 %, Великобритания 4,9 %
- Импорт: $378 млн
- Статьи импорта: продовольствие, машины и транспортное оборудование
- Партнёры по импорту: США 21,1 %, Китай 16,4 %, Германия 13,3 %, Сингапур 12,7 %, Испания 6,5 %

## Интересные факты
В конце 2007 года Всемирная торговая организация официально разрешила Антигуа и Барбуда нарушать права на интеллектуальную собственность, принадлежащую компаниям США, на сумму 21 млн USD. Это решение было принято вследствие того, что Соединённые Штаты нанесли ущерб экономике островного государства, незаконно заблокировав доступ к нескольким интернет-казино, которые зарегистрированы на острове. Теперь, в частности, граждане Антигуа и Барбуда смогут легально продавать «пиратские» фильмы, музыкальные диски и т. п.